# ورد نحيل الأزهار
ورد نحيل الأزهار (الاسم العلمي:Rosa graciliflora) هو نوع من النباتات يتبع جنس الورد من الفصيلة الوردية.موطنه التبت والصين.